# Nascar Grand National Series 1952
Nascar Grand National Series 1952 var den 4:e upplagan av den främsta divisionen av professionell stockcarracing i USA sanktionerad av National Association for Stock Car Auto Racing. Säsongen bestod av 34 race och inleddes 20 januari på Palm Beach Speedway i Florida och avslutades på samma bana 30 november.
Tim Flock vann serien i en Hudson. Hudson som bilmärke dominerade serien med 28 segrar och vann märkesmästerskapet. År 1952 var första året märkesmästare korades.

## Resultat
| Nr      | Datum        | Tävling           | Bana                                                        | Pole             | Vinnare         | Konstruktör | Start | Rapport |
| ------- | ------------ | ----------------- | ----------------------------------------------------------- | ---------------- | --------------- | ----------- | ----- | ------- |
| 1       | 20 januari   | Race 1            | Palm Beach Speedway, West Palm Beach, Florida               | Tim Flock        | Tim Flock       | Hudson      | 1     |         |
| 2       | 10 februari  | Race 2            | Daytona Beach Road Course, Daytona Beach, Florida           | Pat Kirkwood     | Marshall Teague | Hudson      | 11    |         |
| 3       | 6 mars       | Race 3            | Speedway Park, Jacksonville Florida                         | Marshall Teague  | Marshall Teague | Hudson      | 1     |         |
| 4       | 30 mars      | Wilkes County 200 | North Wilkesboro Speedway, North Wilkesboro, North Carolina | Herb Thomas      | Herb Thomas     | Hudson      | 1     | Rapport |
| 5       | 6 april      | Race 5            | Martinsville Speedway, Ridgeway, Virginia                   | Buck Baker       | Dick Rathman    | Hudson      | 9     |         |
| 6       | 12 april     | Race 6            | Columbia Speedway, Columbia, South Carolina                 | Buck Baker       | Buck Baker      | Hudson      | 1     |         |
| 7       | 20 april     | Race 7            | Lakewood Speedway, Atlanta, Georgia                         | Tim Flock        | Bill Blair      | Oldsmobile  | 7     |         |
| 8       | 27 april     | Race 8            | Central City Speedway, Macon, Georgia                       | Jack Smith       | Herb Thomas     | Hudson      | 4     |         |
| 9       | 4 maj        | Race 9            | Langhorne Speedway, Langhorne, Pennsylvania                 | Herb Thomas      | Dick Rathman    | Hudson      | 2     |         |
| 10      | 10 maj       | Race 10           | Darlington Raceway, Darlington, South Carolina              | Fireball Roberts | Dick Rathman    | Hudson      | 4     |         |
| 11      | 18 maj       | Race 11           | Dayton Speedway, Dayton, Ohio                               | Fonty Flock      | Dick Rathman    | Hudson      | 3     |         |
| 12      | 30 maj       | Poor Man's 500    | Canfield Speedway, Canfield Ohio                            | Dick Rathman     | Herb Thomas     | Hudson      | 4     | Rapport |
| 13      | 1 juni       | Race 13           | Hayloft Speedway, Augusta, Georgia                          | Tommy Moon       | Gober Sosebee   | Chrysler    | 2     |         |
| 14      | 1 juni       | Race 14           | Fort Miami Speedway, Toledo, Ohio                           | Fonty Flock      | Tim Flock       | Hudson      | 4     |         |
| 15      | 8 juni       | Race 15           | Occoneechee Speedway, Hillsborough, North Carolina          | Fonty Flock      | Tim Flock       | Hudson      | 2     |         |
| 16      | 15 juni      | Race 16           | Charlotte Speedway, Charlotte, North Carolina               | Fonty Flock      | Herb Thomas     | Hudson      | 2     |         |
| 17      | 29 juni      | Motor City 250    | Michigan State Fairgrounds Speedway, Detroit, Michigan.     | Dick Rathman     | Tim Flock       | Hudson      | 16    | Rapport |
| 18      | 1 juli       | Race 18           | Stamford Park, Niagara Falls, Ontario, Kanada               | Herb Thomas      | Buddy Shuman    | Hudson      | 8     |         |
| 19      | 4 juli       | Race 19           | Shangri-La Speedway, Owego, New York                        | Tim Flock        | Tim Flock       | Hudson      | 1     |         |
| 20      | 6 juli       | Race 20           | Monroe Speedway, Monroe, Michigan                           | Tim Flock        | Tim Flock       | Hudson      | 1     |         |
| 21      | 11 juli      | Race 21           | Morristown Speedway, Morristown New Jersey                  | Herb Thomas      | Lee Petty       | Plymouth    | 3     |         |
| 22      | 20 juli      | Race 22           | Playland Park, South Bend, Indiana                          | Herb Thomas      | Tim Flock       | Hudson      | 2     |         |
| 23      | 15 augusti   | Race 23           | Monroe County Fairgrounds, Rochester, New York              | Pappy Hough      | Tim Flock       | Hudson      | 22    |         |
| 24      | 17 augusti   | Race 24           | Asheville-Weaverville Speedway, Weaverville, North Carolina | Herb Thomas      | Bob Flock       | Hudson      | 6     |         |
| 25      | 1 september  | Southern 500      | Darlington Raceway, Darlington, South Carolina              | Fonty Flock      | Fonty Flock     | Oldsmobile  | 1     | Rapport |
| 26      | 7 september  | Race 26           | Central City Speedway, Macon, Georgia                       | Fonty Flock      | Lee Petty       | Plymouth    | 8     |         |
| 27      | 14 september | Race 27           | Langhorne Speedway, Langhorne, Pennsylvania                 | Herb Thomas      | Lee Petty       | Plymouth    | 24    |         |
| 28      | 21 september | Race 28           | Dayton Speedway, Dayton, Ohio                               | Fonty Flock      | Dick Rathman    | Hudson      | 3     |         |
| 29      | 28 september | Race 29           | Wilson Speedway, Wilson, North Carolina                     | Herb Thomas      | Herb Thomas     | Hudson      | 1     |         |
| 30      | 12 oktober   | Race 30           | Occoneechee Speedway, Hillsborough, North Carolina          | Bill Blair       | Fonty Flock     | Oldsmobile  | 4     |         |
| 31      | 19 oktober   | Race 31           | Martinsville Speedway, Ridgeway, Virginia                   | Perk Brown       | Herb Thomas     | Hudson      | 2     |         |
| 32      | 26 oktober   | Wilkes 200        | North Wilkesboro Speedway, North Wilkesboro, North Carolina | Herb Thomas      | Herb Thomas     | Hudson      | 1     | Rapport |
| 33      | 16 november  | Race 33           | Lakewood Speedway, Atlanta, Georgia                         | Donald Thomas    | Donald Thomas   | Hudson      | 1     |         |
| 34      | 30 november  | Race 34           | Palm Beach Speedway, West Palm Beach, Florida               | Herb Thomas      | Herb Thomas     | Hudson      | 1     |         |
| Källor: |              |                   |                                                             |                  |                 |             |       |         |

## Slutställning
| Plats   | Förare          | Starter | Vinster | Top 5 | Top 10 | Pole | Varv | Prispengar | Poäng  | +\-   |
| ------- | --------------- | ------- | ------- | ----- | ------ | ---- | ---- | ---------- | ------ | ----- |
| 1       | Tim Flock       | 33      | 8       | 22    | 25     | 4    | 1354 | $22 890    | 6858,5 |       |
| 2       | Herb Thomas     | 32      | 8       | 19    | 22     | 10   | 1010 | $18 965    | 6752   | –106  |
| 3       | Lee Petty       | 32      | 3       | 21    | 27     | 0    | 193  | $11 876    | 6498,5 | –360  |
| 4       | Fonty Flock     | 29      | 2       | 14    | 17     | 7    | 1089 | $19 112    | 5183,5 | –1675 |
| 5       | Dick Rathman    | 27      | 5       | 14    | 14     | 2    | 701  | $11 248    | 3952,5 | –2906 |
| 6       | Bill Blair      | 19      | 1       | 10    | 13     | 1    | 120  | $7 899     | 3499   | –3360 |
| 7       | Joe Eubanks     | 19      | 0       | 4     | 9      | 0    | 0    | $3 630     | 3090,5 | –3768 |
| 8       | Ray Duhigg      | 18      | 0       | 4     | 10     | 0    | 0    | $3 811     | 2986,5 | –3872 |
| 9       | Donald Thomas   | 21      | 1       | 5     | 14     | 1    | 9    | $4 477     | 2574   | –4285 |
| 10      | Buddy Shuman    | 15      | 1       | 3     | 7      | 0    | 65   | $4 587     | 2483   | –4376 |
| 11      | Ted Chamberlain | 18      | 0       | 0     | 6      | 0    | 0    | $1 277     | 2208   | –4671 |
| 12      | Buck Baker      | 14      | 1       | 3     | 6      | 2    | 139  | $3 187     | 2159   | –4700 |
| 13      | Perk Brown      | 19      | 0       | 3     | 6      | 1    | 0    | $2 187     | 2151,5 | –4707 |
| 14      | Jimmie Lewallen | 20      | 0       | 2     | 7      | 0    | 0    | $2 052     | 2033   | –4826 |
| 15      | Bub King        | 10      | 0       | 2     | 5      | 0    | 0    | $2 737     | 1993   | –4866 |
| Källor: |                 |         |         |       |        |      |      |            |        |       |

- Notering: Endast de femton främsta förarna redovisas.